# 星鹿りえ
星鹿 りえ（ほしか りえ、7月7日 - ）は、日本の女性声優。主にアダルトゲームに声をあてている。2015年4月～2018年3月までロックンバナナ所属。同年4月よりフリー。東京都出身。

## 人物
趣味は散歩、コーヒー豆の匂いを嗅ぐこと。
ロックンバナナにて配信されているCLOCKUP関連のインターネットラジオ番組☆ラジにて行われた5代目アシスタントオーディションに候補者Cとして参加。
2015年4月10日に行われた同番組のニコニコ生放送にて5代目アシスタントとなる。

## 主な出演作品
太字は主役もしくはヒロイン

### PCゲーム
2015年
- 戦極姫6〜天下覚醒、新月の煌き〜（伊達 成実、島津 義弘、松永 長頼）[4]
- トラベリングスターズ（フィーネ＝ケルル）
- 三極姫4〜天下繚乱 天命の恋絵巻〜（張郃儁乂）[5]
- ばれっと☆すたいる（桐生 智花）[6]
- 君と恋する学園喫茶（芦島 都子）[7]
- フォーリンラブ×4tune（水凪 つむぎ、水凪 瞬）[8]

2016年
- 戦御村正 -剣の凱歌-（ペペトゥック アリュティーク、エーリッヒ ヴァイスザッハ、セバスティア ヴィスコンティプ）[9]
- まいてつ（永山 典子）[10]
- タラレバ 〜as in What if stories〜（久地 ひなた）[11]
- ナツイロココロログ
- サクラノモリ†ドリーマーズ（友梨香）
- もうすぐ夏休み!2（陸下 耶麻美）
- カノジョ＊ステップ
- Amenity's Life -アメニティーズ ライフ-（板野 奏）

2017年
- ビッチ姉妹が清純なはずがないっ!!（晴海 橙香）
- 戦御村正 ‐剣の凱歌‐ DX（ペペトゥックアリュティーク、エーリッヒヴァイスザッハ、セバスティアヴィスコンティプ、最上義攻、最上義影、最上義柔）
- Amenity's Life MiniFanDisc -レゾナ&板野奏Ver.-（板野 奏）
- めざせ! もんむすアイドル♪（ネーレ・ナイアス）
- 健全!変態生活のススメ（アナマリア・デラクルス）
- 面影レイルバック（吉岡 芳子）
- あるいは恋という名の魔法（リアンフェス・スケール）
- キャッチアップラブ（小出 麻由美）
- KARAKARA2 R18版（マリ＝ミズノ）
- ぶらがく（森木 胡桃）

2018年
- 厨二姫の帝国（ふぶき）
- にゃんと素敵な夏色デイズ（レモン）[12]
- おによめ 鬼娘を嫁にもらって中出し孕ませ子作り♥（もみじ）
- その花が咲いたら、また僕は君に出逢う
- ろけらぶ -Location Love- 同棲×後輩
- えろぼいす! Hなボイスでいちゃラブサクセス♪（桜木 いろは）

2019年
- 地味っ子むちむち委員長とドスケベ調教性活（水島詩織）[13]
- 夢と色でできている（ミドリ）
- 大戦御村正 -魔人覚醒-（最上 義攻/義影/義柔）
- 流星ワールドアクター
- ろけらぶ -Location Love- 電車×同級生
- 健全!変態公僕のツトメ（伊集院 潔美）

2020年
- コイノハ -恋のシェアハウス-（結城 晶）[14]

2021年
- お姉ちゃん（たち）はお世話されたい！（和瀬尾 凛[15]）

2022年
- リンパに ATATA! ～メス牡蠣ミルクどぴゅらっしゅ♥ ～（一文字 瀞）

2025年
- 巨乳ファンタジー5 〜王子リーン〜（ベルベル[16]）

#### ソーシャルゲーム
2015年
- 天頂-TEPPEN-（武藤 直子）
- FLOWER KNIGHT GIRL （ネリネ、カタバミ、ブロス）

2017年
- 星のガールズオデッセイ（アルゴル、ガリレオ、ムリファイン、メラク）

2020年
- 電脳天使ジブリール（エリエル）

2022年
- エンジェリックリンク（アンドロマリウス）
- れじぇくろ！〜レジェンド・クローバー〜(アンドロメダ)
- エデンズリッターグレンツェ（リッター・モラクス/リュミール）

2023年
- 天啓パラドクス（ハイファ）
- アライアンスセージ（ローズマリー、タマモ、リロ、ミーノータウロス、化け猫）

#### 同人音声
2018年
- 神社姫と添い寝の森 ～咲奈～（姫宮 咲奈）[17]

### インターネットラジオ
- ☆ラジ 5代目アシスタントパーソナリティ（2015年4月 - 2020年8月）

### 歌
- 誰も知らない物語（『吸血姫のリブラ』マリエンディングテーマ）
- Love Arrow（『フォーリンラブ×4tune』主題歌
  - 歌：水霧けいと&星鹿りえ
- Run with our dreams（『まいてつ』日々姫ED）
- RAINY DAY（『夏ノ鎖』主題歌）[18]

## イベント
- 2015年5月4日 LIVE 2015春のバナナ乱飛（らんど）とぶ、バナナっ！[19]